# Charrat
Charrat (toponimo francese) è un comune svizzero di 1 734 abitanti del Canton Vallese, nel distretto di Martigny.

## Storia
Il comune di Charrat è stato istituito nel 1836 per scorporo da quello di Martigny. I due comuni torneranno uniti a partire dal 1º gennaio 2021.

## Monumenti e luoghi d'interesse
- Chiesa parrocchiale cattolica di San Pietro, eretta nel XIII secolo e ricostruita nel 1963[2].

## Società

### Evoluzione demografica
L'evoluzione demografica è riportata nella seguente tabella:
Abitanti censiti

## Infrastrutture e trasporti
Charrat è servito dalla stazione di Charrat-Fully, sulla ferrovia Losanna-Briga.

## Amministrazione
Ogni famiglia originaria del luogo fa parte del cosiddetto comune patriziale e ha la responsabilità della manutenzione di ogni bene ricadente all'interno dei confini del comune.